# Racer og fraktioner i Warcraft
Racer og fraktioner i Warcraft beskriver de forskellige racer og fraktioner i Warcraft-universet udgivet af Blizzard Entertainment.

## Alliance
Alliancen består af Humans (Mennesker), Dwarves (Dværge), Night Elves (Natelvere), Gnomes (Gnomer/nisser). Med Burning Crusade kom Draenei (Humanoid race med tentakler fra hovedet, en hale, horn og klove), Worgen (varulve fra nationen Gilneas) i udvidelsen Cataclysm og Pandaren i Mists of Pandaria.

### Draenei
Draenei er en blålig humanoid race med tentakler fra hovedet, en hale, horn og klove. De er slægtninge til dæmonerne Eredar og er flygtet til Azeroth i deres flyvende hovedstad Exodar. Efter at være styrtet ned på en ø Azuremyst Isle ud for Kalimdors vestkyst sluttede de sig gennem natelverne til Alliancen.
Klasser: Death Knight, Hunter, Mage, Paladin, Priest, Shaman, Warrior og Monk

### Dwarf
Dette afsnit eller denne liste er kun påbegyndt. Hvis du ved mere om emnet, kan du hjælpe Wikipedia ved at tilføje mere.

Dværge kan vælge alle klasser på nær druide. Dværge tilhører Alliancen og starter i landet Dun Morogh hvor deres hovedstad Ironforge også ligger, som de deler med gnomerne.

### Gnome
Gnomer bor i landet Dun Morogh, sammen med dværgene. Gnomernes hovedstad hedder Gnomeregan, og ligger i det vestlige Dun Morogh. Da Gnomeregan er indtaget af troggs, der omvendte mange gnomere til deres onde nemesis "Leper Gnomes" bor samtlige normale gnomere i dværgenes hovedstad Ironforge.
Gnomerne hjalp i krigen mod orkerne ved af vise dværgene, hvordan man bygger flyvevåben, kampmaskiner og sådan. Derfor er deres racials også bl.a. Engineering og højere intellekt fra starten, og derudover har de også Arcane resistance. Gnomerne er et småfolk, og ikke højere end en meter, men ikke desto mindre er det et rimelig fredeligt folk.
De hører til Alliancesiden og starter det samme sted som dværgene.
Klasser: Death Knight, Mage, Priest, Rogue, Warlock, Warrior og Monk

### Human
Dette afsnit eller denne liste er kun påbegyndt. Hvis du ved mere om emnet, kan du hjælpe Wikipedia ved at tilføje mere.

Mennesket bor i det nuværende kongerige Stormwind og har hovedstaden kaldt Stomwind City.
Klasser: Death Knight, Hunter, Mage, Paladin, Priest, Rogue, Warlock, Warrior og Monk.

### Night Elf
Night Elfs (natteelvere eller natelvere) har lange, spidse ører, de er meget høje, og de tilbeder gudinden "Elune". Night Elfs er naturelskere og de kan tale med træerne. Darnassus er deres hovedstad. De hedder Kaldorei på deres eget sprog. Teldrassil blev født for 3 år siden (I spillet), og inden da levede de i Ashenvales skove. De går mest i sort tøj og kan have en pink-lilla hudfarve. Efter at Highborne (de højfødtes) brug af magi næsten havde ødelagt Azeroth, blev brugen forbudt, hvilket senere førte til at de senere højelvere blev forvist fra Kalimdor.
Klasser: Death Knight, Druid, Hunter, Mage, Priest, Rogue, Warrior og Monk

### Worgen
Dette afsnit eller denne liste er kun påbegyndt. Hvis du ved mere om emnet, kan du hjælpe Wikipedia ved at tilføje mere.

Worgen er varulve fra nationen Gilneas, der har sluttet sig til alliancen i kampen mod Forsaken.
Klasser: Death Knight, Druid, Hunter, Mage, Priest, Rogue, Warlock og Warrior.

## Horde
Horden består af Orcs (Orkere), Tauren (en humanoid minotaur-lignende race) Undeads (udøde, også kaldet levende døde) og Trolls (trolde). Med Burning Crusade kom Blood Elves (Blodelvere), Goblins (gobliner) i udvidelsen Cataclysm og Pandaren i Mists of Pandaria.

### Blood Elf
The Blood Elf (eller Blodelverne) er kendt fra Warcraft 1, 2 og 3, og senere fra World of Warcraft: The Burning Crusade. Og var i begyndelsen Night Elves og Highborne (højfødte); og blev så senere til Blood Elves. Deres hjemland er Quel'Thalas, hvor deres hovedstad Silvermoon ligger.
Klasser: Death Knight, Hunter, Mage, Paladin, Priest, Rogue, Warlock, Warrior og Monk

### Goblin
Gobliner var neutrale indtil begivenheden Cataclysm skete; de foretrak at kunne handle med både Horden og Alliancen. Men da Deathwing vender tilbage må de evakuere deres hjemø Kezan før øens vulkan bryder ud, hvilket er forårsaget af Deathwing. En rig goblin købmand ved navn Jastor Gallywix tvinger de flygtende gobliner til at betale overpriser for at blive fragtet væk i hans private yacht og gør dem derefter til slaver. Men under flugten bliver den angrebet af et skib, der tilhører Alliancen og må efter at være blevet sunket søge tilflugt på nogle nærliggende øer. Orkerne kommer dem til undsætning og Thrall lader dem slutter sig til Horden.
Klasser: Death Knight, Hunter, Mage, Priest, Rogue, Shaman, Warlock og Warrior.

### Orc
Dette afsnit eller denne liste er kun påbegyndt. Hvis du ved mere om emnet, kan du hjælpe Wikipedia ved at tilføje mere.

Klasser: Death Knight, Hunter, Mage, Rogue, Shaman, Warlock, Warrior og Monk

### Tauren
Tauren er en minotaurlignende race i Warcraft-universet. Deres massive krop og enorme styrke gør dem til frygtede modstandere.
Taurenerne boede i ørkenen, The Barrens da det nye Hordes leder, orceren Thrall kom forbi. Taurenerne havde problemer med centaurerne som altid angreb dem for at overtage The Barrens. Thrall lovede taurenernes leder, Cairne Bloodhoof at hjælpe til mod dem. Og det lykkedes.
Som tak gik taurene med Horde og gav Thrall et sæt kodobeast.
Senere meldte tauren sig ud igen men lovede at de vil komme igen hvis Thrall havde brug for det.
Efter et par år fik Thrall problemmer. Han troede at han var gode venner med menneskerne på Theramore Isle. Men de var gået til angreb på Thrall. Han sendte nu Rexxar for at kalde på hjælp. Men Cairne Bloodhoof havde sine problemmer. Nogle Centaur var rejst til deres nye land, Mulgore og havde kidnappet hans søn. Rexxar lovede at hjælpe ham og fik hans søn hurtigt tilbage.
Klasser: Death Knight, Druid, Hunter, Paladin, Priest, Shaman, Warrior og Monk

### Troll
Dette afsnit eller denne liste er kun påbegyndt. Hvis du ved mere om emnet, kan du hjælpe Wikipedia ved at tilføje mere.

Trolde kan vælge alle klasser på nær paladin. De er har det der er specielt ved dem er, at de skyder 25 procent hurtigere med magier og til at starte med har de et fortrylelse ved navn berserker, der gør dem hurtigere til at slå. Og så skader de også lidt mere. [kilde mangler]

### Undead
Undeads der er på Horde's side sammen med orkerne, taurens, bloodelves og trolde, er kaldt Forsaken. Deres hovedstad er Undercity som er bygget under ruinerne af Lordaeron, en af menneskernes tidligere hovedstæder. Den ligger i zonen Tirisfal Glades i Eastern Kingdoms.
I Undercity kan man finde lederen af The Forsaken, Sylvanas Windrunner, en tidligere højelver, som blev genoplivet af Arthas som en banshee efter hendes død.
Når man spiller som Undead er man en del af The Forsaken. Originalt var alle undeads der noget som hedder The Scourge, men The Forsaken gjorde oprør mod Arthas, som er lederen af The Scourge.
Klasser: Death Knight, Hunter, Mage, Priest, Rogue, Warlock, Warrior og Monk

## Neutrale/andre

### Centaur
Tekst mangler, hjælp os med at skrive teksten

### Highborne
Højfødte startede som væsner, der var aktive om natten og forholdt sig roligt om dagen. På et tidspunkt går det op for dem, at den sø de bor tæt ved påvirker dem. Deres evner blever mere kraftfulde, de ændrede hudfarve og levede evigt. Deres dronning Azshara siges at være underskøn, og mange påstod at hun var den skønneste i hele Azeroth. Som dronning havde hun tjenere, til at adlyde hendes mindste vink, disse var de Højfødte (Highborne), natelverne der benyttede sig af arcansk magi.
Dronningen fandt stor interesse i søen. Og derfor befalede hun de Højfødte at undersøge den, og derefter aflægge repport over alt de fandt. Efter nogle få måneder fandt de ud af en del omkring denne mystiske sø, som de så forklarede dronningen. "Hvis de vil, kan De styre både liv og død. De har en ny magisk kilde, en kraft som ingen andre har"[kilde mangler] Men i Outland var der en Titan ved navn Sargeras, som valgte at starte en hær ved navn Burning Legion (Den Brændende Legion). Denne legion havde rejst igennem hele universet og efterladt det øde. Og nu var de ankommet til Azeroth, dette skete igennem forskellige Waygates (En slags portaler) og Dimensional Portals (En lidt større og mere avanceret slags portal), den sidste der i dag eksisterer af denne slags er the Dark Portal, som blev opført af Medivh.
Efter en længere konfrontation blev de Højfødte og den invaderende Burning Legion besejret og magi blev forbudt af natelverne, selvom der stadig var nogle der benyttede sig af det, hvilket førte til at de blev forvist fra Kalimdor. I de senere år er der dukket originale Højfødte op i Azeroth, særligt efter Cataclysm, hvor de har tilbudt natelverne magisk hjælp mod at blive lukket ind i samfundet igen.

### High Elf
Efter at være forvist fra Kalimdor af Malfurion Stormrage for stadig at benytte sig af arcane magi, sejlede Højelverne ledet af Dath'Remar Sunstrider mod øst og oprettede kongeriget Quel'Thalas. Sunstrider brugte en flaske med vand fra Well of Eternity (Evighedsbrønden) til at oprette en Sunwell (Solbrønd), der gav højelverne en uudtømmelige kilde til magisk kraft, som blandt andet gjorde dem i stand til oprette hovedstaden Silvermoon og fortrylle landet til at være i et evig stadie af forår. Men Quel'thalas blev angrebet af death knight (dødsridderen) Arthas, der raserede landet og ødelagde deres Solbrønd ved at bruge dens kræfter til at genoplive en nekromantiker, Kel'Thuzad. Nu uden Solbrøndens kraft, som højelverne efter de mange tusind år var blevet afhængige, begyndte de at lede efter andre kilder til magi. De fleste nulevende højelvere, er blevet til blodelvere, som gennem prinsen Kael'thas Sunstrider har slået sig sammen med Illidan og nagaer i Outland. Senere slår de tilbageværende bloodelvere sig til horde i World of Wacraft-The Burning Crusade udgaven. Nogle af styrkerne der indtog Quel'thalas gjorde senere oprør, og blev til The Forsaken (i Undercity), ledet af en førhen elitebueskytte elveren Sylvannas, der i World of Warcraft-tiden er leder i Undercity. De tilbageværende højelvere undgår så vidt muligt at gå klædt i rødt eller sort, for ikke at blive forvesklet med blodelvere.

### Murloc
Murloc er et NPC. De findes i flere variationer over hele Azeroth. De er fiskelignende, dog har de arme og ben. Murlocs findes lige fra Westfall i det sydlige Eastern Kingdoms til Eversong Woods i nord. I Wrath of The Lich King-udvidelsen er der kommet en slags udviklede form for Murloc, de kaldes Gorlocs.

### Naga
Naga er en race af amfibiske (kan leve både på land og i vand) væsner der minder om en humanoid, men deres ben er erstattet af en hale og er for så vidt reptiler. De er de tidligere Highborne der blev trukket ned under vandet da "Well of Eternity" eksploderede. Men i stedet for at drukne ændres nogle af dem til Naga. De ledes af deres gamle dronning Azshara fra byen Nazjatar under malstrømmen Maelstrom.

### Ogre
Ogre er store humanoide væsener, der stammer fra Draenor, men spredte sig lige som orkerne til Azeroth. Nogle af deres stammer hjælper Horden, men der findes også neutrale fraktioner f.eks. i Outland. (se også ogre.)

### Pandaren
Pandaren en humanoid race, der ligner en panda i World of Warcraft: Mists of Pandaria og kan være både Horde/Alliance (hvilket er op til spilleren selv). De stammer fra Pandaria.
Klasser: Hunter, Mage, Priest, Rogue, Shaman, Warrior og Monk.

## Burning Legion
The Burning Legion (dansk: Den Brændene Legion) er en stor hær, bestående af dæmoner og korrupte racer i fantasyuniverset Warcraft. 
Legionens eneste mål er at skabe kaos og uorden og vil ødelægge alt, der har orden i tingene. Legionen har invaderet Azeroth tre gange, og Azeroth er kendt for at være den eneste planet, der nogensinde har kunnet modstå legionens kraft. Meget af den azerothianske historie er påvirket af de tre invasioner af legionen. Legionens mission er, i teorien, at få fjernet alt som Titanerne har arbejdet på og tvinge universet tilbage til den tilstand den startede i – kaotisk, rebelsk og fyldt med had. Legionen har i århundreder ødelagt, dræbt og efterladt de besejrede verdener brændene. Legionen er desuden skyld i de mange racers korrupte udseende og hadfyldte sind.

## Scourge
Dette afsnit eller denne liste er kun påbegyndt. Hvis du ved mere om emnet, kan du hjælpe Wikipedia ved at tilføje mere.

The Scourge (dansk: Svøben) er en enorm udød hær tidligere under kontrol af Arthas.